# Yoshihide Kiryu
Yoshihide Kiryu (en japonés: 桐生祥秀, Kiryu Yoshihide, Hikone, 15 de diciembre de 1995) es un deportista japonés que compite en atletismo, especialista en las carreras de relevos.
Participó en dos Juegos Olímpicos de Verano, en los años 2016 y 2020, obteniendo una medalla de plata en Río de Janeiro 2016, en el relevo 4 × 100 m.
Ganó dos medallas de bronce en el Campeonato Mundial de Atletismo, en los años 2017 y 2019, en la prueba de 4 × 100 m.

## Palmarés internacional
| Juegos Olímpicos   | Juegos Olímpicos        | Juegos Olímpicos  | Juegos Olímpicos |
| Año                | Lugar                   | Medalla           | Prueba           |
| ------------------ | ----------------------- | ----------------- | ---------------- |
| 2016               | Río de Janeiro (Brasil) | Medalla de plata  | 4 × 100 m        |
| Campeonato Mundial |                         |                   |                  |
| Año                | Lugar                   | Medalla           | Prueba           |
| 2017               | Londres (Reino Unido)   | Medalla de bronce | 4 × 100 m        |
| 2019               | Doha (Catar)            | Medalla de bronce | 4 × 100 m        |